# Dani Nieto
Daniel Nieto Vela (Palmanova, Mallorca, 4 de mayo de 1991), más conocido como Dani Nieto, es un futbolista español que juega en la posición de centrocampista en la U. D. Poblense de la Tercera Federación.

## Trayectoria
Formado en las categorías inferiores del R. C. D. Mallorca, en 2008 se unió a las del R. C. D. Espanyol.
En la temporada 2011-12 estuvo cedido en el Girona F. C. antes de marcharse a una A. D. Alcorcón con la que consiguió cinco goles en 21 encuentros.
El 12 de julio de 2013 fichó por el Fútbol Club Barcelona para jugar en su filial. Tras apenas haber cumplido una temporada en el club culé, el 30 de julio de 2014 fue traspasado por menos de 200 000 euros a la Sociedad Deportiva Eibar con la que tendría la oportunidad de jugar en Primera División.
Su paso por la Sociedad Deportiva Eibar fue breve, y abandonó el club en agosto de 2015. Entonces jugó en Grecia con el Skoda Xanthi F. C. antes de volver a España en enero de 2017 después de incorporarse al C. D. Numancia.
Tras dos temporadas en Soria, en verano de 2019 se marchó a Ecuador para firmar con Independiente del Valle a las órdenes del técnico español Miguel Ángel Ramírez. En las filas del conjunto ecuatoriano consiguió ganar la Copa Sudamericana 2019, anotando en la eliminatoria de cuartos de final frente a Independiente de Avellaneda el gol del triunfo en el minuto 78 que a la postre significó la clasificación para semifinales. El 22 de abril de 2020 rescindió su contrato, coincidiendo con el parón de las competiciones por la pandemia de COVID-19, para volver a España.
Estuvo sin equipo hasta septiembre, momento en el que se unió al Racing Club de Ferrol en el que permaneció hasta enero de 2023. El mismo día de su salida del conjunto gallego se hizo oficial su llegada al C. D. Atlético Baleares. Dejó el club el 23 de julio al rescindir su contrato y al día siguiente firmó por el C. F. Fuenlabrada.
El 19 de enero de 2024, dos días después de dejar Fuenlabrada, fichó por el Unionistas de Salamanca C. F. para lo que quedaba de temporada. El siguiente mes de septiembre regresó a Sudamérica y se incorporó al Anzoátegui F. C. de Venezuela. Allí estuvo hasta final de año y en enero de 2025 se unió a la U. D. Poblense.

## Clubes
| Club                          | País      | Año       |
| ----------------------------- | --------- | --------- |
| R. C. D. Espanyol "B"         | España    | 2010-2012 |
| Girona F. C. (cedido)         | España    | 2011-2012 |
| A. D. Alcorcón                | España    | 2012-2013 |
| F. C. Barcelona "B"           | España    | 2013-2014 |
| S. D. Eibar                   | España    | 2014-2015 |
| Skoda Xanthi F. C.            | Grecia    | 2015-2017 |
| C. D. Numancia                | España    | 2017-2019 |
| Independiente del Valle       | Ecuador   | 2019-2020 |
| Racing Club de Ferrol         | España    | 2020-2023 |
| C. D. Atlético Baleares       | España    | 2023      |
| C. F. Fuenlabrada             | España    | 2023-2024 |
| Unionistas de Salamanca C. F. | España    | 2024      |
| Anzoátegui F. C.              | Venezuela | 2024      |
| U. D. Poblense                | España    | 2025-     |

## Palmarés

### Campeonatos internacionales
| Título            | Club                    | Sede     | Año  |
| ----------------- | ----------------------- | -------- | ---- |
| Copa Sudamericana | Independiente del Valle | Asunción | 2019 |